# Serranillos del Valle
Serranillos del Valle est une commune de la communauté de Madrid, en Espagne.